# Вільна демократична партія. Ліберали
Вільна демократична партія. Ліберали (нім. FDP.Die Liberalen; ромш. PLD.Ils Liberals) або ж Ліберально-радикальна партія (фр. PLR.Les Libéraux-Radicaux; італ. PLR.I Liberali Radicali) — ліберальна політична партія Швейцарії, утворена в лютому 2009 року шляхом об'єднання Вільної демократичної партії, заснованої 1894 року, та Ліберальної партії, заснованої 1913 року.
На перших «спільних» федеральних виборах об'єднана Вільна демократична партія зберегла 30 із 35 місць у Національній раді та 11 із 12 у Раді кантонів.
Партія є членом Альянсу лібералів і демократів за Європу та спостерігачем Ліберального інтернаціоналу. Головою партії є Т'єррі Буркарт. Чинні представники FDP у Федеральній раді — Іньяціо Кассіс та Карін Келлер-Зуттер.

## Історія
Вільна демократична партія Швейцарії, відома також як «Вільнодумці» чи «Радикали», була головною партією швейцарського істеблішменту. Заснована 1894 року, вона походила від класичних лібералів, які протягом більшої частини XIX століття керували країною та були провідною силою у створенні сучасної Швейцарії. Ліберальна партія, відома як «Старі ліберали», представляла франкомовний істеблішмент і мала коріння в консервативному лібералізмі XIX століття, з виразною протестантською ліберальною орієнтацією.
Після кількох періодичних спадів електоральної підтримки, 25 червня 2005 року ВДП і ЛП вирішили створити Ліберально-радикальний союз, який мав об'єднати сили праволіберального спектра. Після виборів у жовтні 2007 року дві партії сформували спільну парламентську фракцію, а 2008 року об'єднали свої молодіжні та жіночі організації. У вересні 2008 року делегати обох партій ухвалили рішення про офіційне створення Вільної демократичної партії — Лібералів. 27 лютого 2009 року затвердили статут, і партію створили з ретроспективною датою 1 січня 2009 року. Президент Вільної демократичної партії Фульвіо Пеллі з кантону Тічино став першим головою партії, а президент Ліберальної партії П'єр Вайс — одним із чотирьох віцепрезидентів.
У кантонах Женева, Вале та Во дві партії й далі існували окремо та змагалися між собою на виборах. У травні 2011 року дві женевські організації партії (Ліберальна партія Женеви та Радикальна партія Женеви) об'єдналися, утворивши єдину ВДП. На федеральних виборах 2015 року ВДП збільшила свою частку голосів на 1,3 %, що стало першим зростанням показника від часу федеральних виборів 1979 року.

## Ідеологія та програма
Партія відстоює громадянські свободи та заохочує особисту відповідальність. Вона вимагає взаємної толерантності між людьми з різними поглядами та ідентичностями, підтримує підприємництво, соціальну відповідальність, верховенство права та демократію участі. Виступає за нейтралітет Швейцарії, федералізм, пряму демократію та податковий суверенітет кожного кантону. Вважає, що національна безпека має бути надійно забезпечена кваліфікованими та сильними збройними силами. Підтримує «відкриту світові» Швейцарію, яка користується можливостями, що надає глобалізація. Виступає за тісну співпрацю з Європейським Союзом на основі двосторонніх договорів, але відкидає ідею вступу до нього.